# Александр (принц Оранский)
Александр Оранско-Нассауский ((нидерл. Alexander van Oranje-Nassau) при рождении Виллем Александр Карель Хенрик Фредерик Оранско-Нассауский (нидерл. Willem Alexander Carel Hendrik Frederik), 25 августа 1851, Дворец Нордейнде, Гаага, Нидерланды — 21 июня 1884, там же) — принц Нидерландский и Оранско-Нассауский, наследник нидерландского престола, принц Оранский, третий сын Виллема III от его первого брака с Софией Вюртембергской.

## Биография

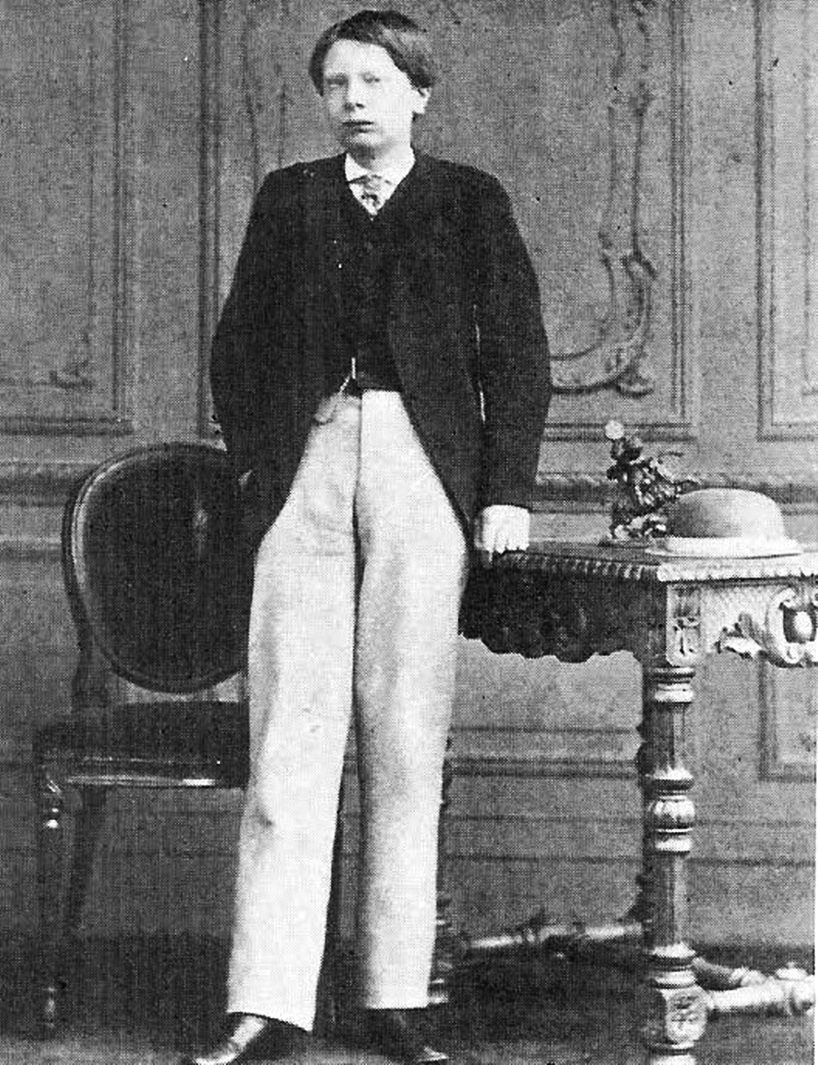
Александр в молодости.

Александр родился 25 августа 1851 года во дворце Дворец Нордейнде, Гаага, Нидерланды.. Принц стал младшим сыном в семье правящего короля Нидерландов Виллема III и его первой супруги Софии Вюртембергской. Супруги приходились друг другу двоюродными братом и сестрой. В семье к тому времени уже был сын наследный принц Виллем. Второй сын четы, принц Морис, умер за год до рождения Александра. При рождении ему было дано имя Виллем Александр Карель Хенрик Фредерик Оранско-Нассауский (нидерл. Willem Alexander Carel Hendrik Frederik) с титулом «Его Королевское Высочество принц Нидерландский и Оранско-Нассауский». В отличие от старшего брата-бонвивана, принц Александр выгодно отличался хорошим поведением, интересовался наукой и искусством, был высокоразвитым и интересным человеком, однако, будучи внешне не очень привлекательным, успехом у женщин не пользовался и сам волокитством не интересовался. После смерти старшего брата от тифа в 1879 года принц Александр стал наследником Нидерландов и Люксембурга и получил титул «принца Оранского».
Александр тяжело переживал смерть матери Софии, скончавшейся в 1877 году. Во время похоронной процессии он шёл пешком за гробом, а перед погребением обхватил тело матери, расцеловав ей лицо. Это впоследствии предопределило лишённые оснований кривотолки относительно его психического здоровья. Принц посещал своего старшего брата в Париже и по пути из Алжира.
Он был наследником вплоть до собственной смерти в 1884 году от тифа. Принцу было всего 32 года, женат он не был и не имел наследников. Кандидатками в супруги Александра были принцесса Датская Тира и инфанта Мария Анна Португальская. Но ни одна из партий так и не состоялась. Похоронили принца в королевской усыпальнице Ньивекерк, рядом с братом. После него наследницей престола стала его единокровная сестра Вильгельмина, которая и стала королевой в 1890 году. Однако, от своего отца Вильгельмина смогла наследовать только нидерландский престол. В Люксембурге тогда действовал салический закон. Личная уния между Нидерландами и Люксембургом прекратила существование. Великим герцогом Люксембургским стал Адольф Нассауский.
Принц был кавалером датского Ордена Слона, нидерландского Ордена льва и люксембургского Ордена Дубовой короны.
В 1876 году прошёл масонское посвящёние и стал членом Великого востока Нидерландов. В 1881 году, после смерти принца Фредерика (который в течение 65 лет был бессменным великими мастером ВВН), занял должность великого мастера Великого востока Нидерландов и оставался на должности в течение трёх лет, до своей смерти в 1884 году.

## Титулы
- Его Королевское Высочество принц Нидерландский и принц Оранско-Нассауский (1851—1879)
- Его Королевское Высочество принц Оранский, принц Нидерландский и принц Оранско-Нассауский (1879—1884)